# 糸魚川市の歴史
糸魚川市の歴史（いといがわしのれきし）
ここでは糸魚川市の歴史について扱う。

## 戦国時代以前
- 崇神天皇治世（古墳時代） - 久比岐国造が設置される。
- 710年 - 『古事記』が完成。大国主神と沼河比売の記述。
- 989年 - 新潟焼山が大噴火。火砕流が早川を流下し[1]、海岸線付近に到達。
- 927年 - 『延喜式』が定められる。奴奈川神社、青海神社などが掲載される。
- 1092年9月13日 - 越後国一帯に地震。親不知に大津波。
- 1221年 - 承久の乱。親不知の市振で幕府軍と朝廷軍が戦い、幕府軍が勝利する（浄土崩れ）[2]。
- 室町時代 - 勝山城、根知城が築城。長尾氏の勢力下に。
- 1502年1月28日 - 越後南西部地震が発生。県境付近の真名板山が崩壊して姫川をせき止め天然ダムができる[3]。
- 1515年 - 白山神社本殿建造。
- 1565年 - 上杉謙信が村上義清を根知城城主に定める。
- 1599年 - 上杉遺民一揆
- 1601年 - 堀清重が清崎城を築く（根知城を放棄）。

## 江戸時代
- 江戸時代 - 北国街道と千国街道の交点として、糸魚川が宿場町として栄える。
- 1610年 - 越後高田藩の一部となり糸魚川城代（1万5,000石）に藩の家老職が入り一帯を治めた。
- 1611年 - 天津神社に対し、江戸幕府が黒印地百石を寄進
- 1613年 - 清崎城に荻田長繁（越後高田藩家老）が入城。
- 1618年 - 稲葉正成が糸魚川へ入る（-1624年）。
- 1624年 - 荻田長繁が糸魚川に入り、以降、1681年まで荻田家が三代に渡って糸魚川を治める。
- 1650年 - 清酒加賀ノ井の醸造元、加賀の井酒造が創業。
- 1681年 - 糸魚川城代荻田主馬（長繁の孫）が越後騒動に連座、八丈島へ遠島。清崎城は廃城。
- 1691年 - 延岡藩から有馬清純が5万石で入り糸魚川藩が誕生。
- 1695年 - 有馬清純が丸岡藩に転封。天領になる。
- 1699年 - 村山藩から本多助芳が1万石で入り糸魚川藩が復活。
- 1714年 - 正徳小谷地震。被害激甚。
- 1717年 - 本多助芳が飯山藩へ転封。松平直之が1万石で入り、幕末まで越前松平家の藩主が続くが、江戸に詰める定府大名であったため、実質的な統治は郡代が治めた。清崎城の近隣（現在の新潟県立糸魚川白嶺高等学校付近）に城の代わりの陣屋が築かれる。
- 1747年8月19日 - 姫川が氾濫。須沢村（現在の糸魚川地域）で65軒226人が流失する。後に卯の満水と呼ばれる。
- 1751年4月11日 - 高田地震が発生。糸魚川周辺でも山腹崩壊が多数発生。圧死者多数。
- 1755年4月12日 - 姫川が氾濫。新田村（現在の糸魚川地域）で50戸残らず流失し、一時集団移転する。
- 1773年 - 新潟焼山が噴火。火砕流が発生。
- 1782年3月1日 - 姫川が氾濫。須沢村（現在の糸魚川地域）で全ての堤防と多数の家が流出。
- 1806年5月2日 - 大町が大火、306棟焼失。
- 1814年8月16日 - 七間町が大火、508棟焼失。
- 1816年2月17日 - 横町大火、744棟焼失。
- 1819年 - 黒川騒動勃発。苛酷な御用金徴収を行った郡代の黒川九郎治に対する一揆。
- 1824年 - 根知村（現在の糸魚川地区）の戸倉山で大規模な雪崩が発生。千国街道のボッカ宿が全壊し、死者多数。
- 1826年6月20日 - 浜町大火、600棟焼失。
- 1834年4月20日 - 横町大火、458棟焼失。

## 明治時代
- 1869年 - 版籍奉還により清崎藩となる。
- 1871年8月 - 廃藩置県で、清崎藩が清崎県となる。
- 1871年12月31日 - 清崎県が柏崎県に統合される。
- 1872年 - 七間町に郵便取扱所（後の糸魚川郵便局）設置。
- 1873年6月10日 - 柏崎県を廃し、新潟県に合併。
- 1873年6月13日 - 浦本で大火、300棟焼失。
- 1873年 - 糸魚川取締所（後の糸魚川警察署）設置。
- 1876年 - 高田病院糸魚川分院が開業[4]。
- 1877年 - 複数の起業家の手により、もぐさの工業的生産が始まる（以後、参入する会社も増え、糸魚川周辺の名産品となる）。
- 1878年9月26日-28日 - 明治天皇が北陸道、東海道巡幸で糸魚川入り。高田方面から入り、28日に親不知を越えて富山へ移動した[5]。
- 1878年 - 郡区町村編制法によって西頸城郡が発足。郡役所が糸魚川町に設置。姫川橋 (新潟県道486号姫川港青海線)が初めて舟橋として架橋される[6][7]。
- 1882年 - 北陸道の親不知道が開通。山沿いに道が拓かれ、危険な海岸線を歩く必要が無くなった。
- 1885年 - 北陸道（現在の国道8号）が国道21号甲に指定。
- 1887年 - 小滝村赤禿山にて小滝炭鉱の開発が始まる（数社の手により、太平洋戦争後まで断続的に撤退、参入が続く）。
- 1889年 - 町村制の施行に伴い、各地域に町村が成立。
  - （現在の能生地区）：能生町、四箇所村、川崎村、東能生村、西能生村、中能生村、南能生村、木浦村が成立。
  - （現在の糸魚川地区）：糸魚川町、鬼伏村、浦本村、北早川村、西早川村、南早川村、東早川村、西山村、東山村、梶屋敷村、大和川村、北西海村、南西海村、柳形村、奴奈川村、大野村、下根知村、中根知村、上根知村、小滝村、今井村、須沢村が成立。
  - （現在の青海地区）：田海村、青海村、歌外波村、市振村、上路村が成立。
- 1892年10月21日 - 上能生村（現在の能生地区）が南能生村から分立。
- 1898年9月7日 - 集中豪雨により姫川上流部で河道閉塞が発生。閉塞箇所は破堤し、土石流となって下流の須沢村（現在の糸魚川地区）を襲い、村役場や小学校を含め多数の家屋が床上浸水の被害にあった。多くの田畑（40町歩）は流出してきた土石により埋まり荒廃した。
- 1901年11月1日 - 各地域で市町村の合併が行われる。
  - （現在の能生地区）：四箇所村、川崎村が合併して磯部村が成立。東能生村、西能生村、中能生村、南能生村が合併して能生谷村成立。
  - （現在の糸魚川地区）：鬼伏村、浦本村が合併して浦本村が成立。北早川村、西早川村、南早川村が合併して下早川村が成立。東早川村、西山村、東山村が合併して上早川村が成立。梶屋敷村、大和川村が合併して大和川村が成立。北西海村と南西海村が合併して西海村が成立。糸魚川町、柳形村、奴奈川村が合併して糸魚川町が成立。下根知村、中根知村、上根知村が合併して根知村が成立。今井村、須沢村が合併して今井村が成立。
  - （現在の青海地区）：田海村と青海村が合併して青海村が成立。
- 1903年8月 - 新潟県立高田中学校糸魚川分校（後の新潟県立糸魚川高等学校）が設立。仮校舎による授業開始は1906年。
- 1904年8月13日 - 新屋町にて大火、459棟焼失。
- 1906年4月14日 - 能生白山神社の聖観音立像が国の重要文化財に指定。
- 1908年 - 新潟県立能生水産学校が設立（前身は1899年に設立された能生町立能生水産補習学校、現在は新潟県立海洋高等学校）。
- 1911年4月22日 - 浜町にて大火、503棟焼失。
- 1911年8月8日 - 姫川上流長野県小谷村の稗田山が大崩壊（1億立方メートル）。姫川本流の土砂流出が活発になる。
- 1912年7月12日 - 梅雨前線が活発化し姫川が氾濫。姫川の支流、小滝村（現在の糸魚川地区）の大所発電所工事箇所が決壊、青海村（現在の青海地区）に建設中だった日本窒素肥料（現在のチッソ）の工場が立ちゆかなくなる。下流域でも、今井村（現在の糸魚川地区）の須沢小学校が流出するなど氾濫、河口域でも建設中の信越線（現在の北陸本線）姫川橋梁が大破、国道橋も流出した。

## 大正時代
- 1912年10月15日 - 信越線泊駅-青海駅間延伸開業。同時に親不知駅も開業。
- 1912年12月16日 - 信越線名立駅-糸魚川駅間延伸開業。同時に能生駅、梶屋敷駅も開業。
- 1913年4月1日 - 青海駅-糸魚川駅間が開業し米原駅-直江津駅間が全通。信越線を北陸本線に改める。
- 1914年2月16日 - 電話が開通[8]。
- 1916年12月28日 - 暴風雪により市振駅～親不知駅間（現在の青海地区）のトンネルの入口付近崩壊、また、親不知駅付近と青海駅付近で路盤が流出。なお、富山市史では同日の被害について、原因を富山湾で発生した大津波とし、北陸本線市振駅-親不知駅間の路盤が破壊される被害が出たことが記述されている[9]。
- 1917年頃 - 乗合バスの運行開始（これ以前は、乗合馬車が運行されていた）。
- 1919年 - 国道21号甲（現在の国道8号）が路線番号見直しにより国道11号に指定。
- 1920年 - 糸魚川-小滝間の道路が新潟県道糸魚川松本線（三等県道）に指定。
- 1921年 - 電気化学工業により小滝川水力発電所が完成。以後姫川水系の水力発電所建設が盛んになる。電気化学工業は、電力を用いて石灰窒素とカーバイドの製造を開始[10]。
- 1921年 - 今井橋が完成。
- 1922年2月3日 - 北陸本線勝山トンネル（現在の青海地区）西口で雪崩が発生し列車が巻き込まれる。除雪人夫を含め死者90人、負傷者40名（北陸線列車雪崩直撃事故）。
- 1923年2月4日 - 風波集落（現在の青海地区）で雪崩が発生。1家6人が死亡。他の3戸も被害にも被害が及び、風波地区から退去。
- 1923年 - 緑町住民により簡易水道組合が設立。水道水の供給が始まる。
- 1923年3月28日 - 水保の十一面観音立像が国の重要文化財に指定。
- 1923年 - 電気化学工業により大所川水力発電所が完成。
- 1924年1月 - 越後電力により海川第三発電所が運転開始（現デンカ社）。
- 1925年 - 今井、須沢地区にて、酸性白土の採掘が水神白土合資会社（後の東洋活性白土）により始まる。
- 1926年 - 信越窒素肥料（現在の信越化学工業の前身）が親不知に鉱業所を設置。石灰石を採掘し、直江津工場へ輸送を開始。

## 昭和時代

### 旧糸魚川市発足以前
- 1927年2月8日 - 大雪（昭和2年豪雪）のため能生、糸魚川地区で雪崩が頻発。上早川村で死者・行方不明者8人[11]、能生谷村で死者11人、糸魚川町で死者5人。
- 1927年2月9日 - 磯部村徳合で雪崩が発生、死者10人[12]。
- 1927年2月10日 - 能生町大洞で地すべりが発生、死者12人の被害。能生尋常小学校の女性教員が登校途中で雪崩に巻き込まれて死亡[13]。
- 1927年2月14日 - 磯部村で地すべり。倒壊した家屋から出荷して50戸が全焼。死傷者40人[14]。
- 1927年8月1日 - 青海村が青海町へ。
- 1928年8月19日 - 糸魚川町で火災。住民ら16人が死傷、117戸（70棟）全焼[15]。
- 1929年1月2日 - 波浪により市振村（現在の青海地区）で全戸浸水の被害。船小屋、漁具が全部流失するなど大きな経済的な損失を受ける。歌外波村（現在の青海地区）でも30戸が浸水、漁具が流失する被害。北陸本線の路盤も流失する。
- 1929年4月4日 - 能生町浦本で地すべり、北陸本線の路盤が被害を受け10日間不通に。
- 1929年8月8日-9日 - 集中豪雨により各河川が氾濫するなどの被害。北陸本線では、浦本近辺で発生した土砂崩れに貨物列車が乗り上げ、蒸気機関車及び4-5両の貨車が脱線転覆。
- 1930年3月 - 越後電力により海川第一、第二、第四発電所が運転開始。(現デンカ社保有)
- 1930年7月9日-10日 - 集中豪雨により各河川が氾濫。姫川は4.2mの水位上昇が見られた。
- 1932年12月21日 - 糸魚川町横町で大火、420戸（368棟）焼失[16]。
- 1933年 - 電気化学工業が黒部川電力株式会社に出資。増資の他、大所川水力発電所、小滝水力発電所を現物出資。（1953年、証券保有制限令により出資が解消され再び電気化学工業の所有に）。
- 1934年2月 - 能生町藤崎地内で地すべり。東西500m、奥行き200-700mの規模で末端にあった北陸本線の路盤が破壊されたほか、国道橋も押しつぶされて海へ流出した[17]、[18]。
- 1934年3月13日 - 姫川第六発電所（黒部川電力）の工事現場にて雪崩が発生。飯場が倒壊し9人死亡[19]。
- 1934年12月 - 黒部川電力により姫川第六発電所が完成。
- 1934年11月14日 - 大糸北線糸魚川駅- 根知駅間開業。
- 1935年12月24日 - 大糸北線根知駅-小滝駅間延伸開業。
- 1936年2月11日 - 糸魚川町矢内で雪崩が発生。死者6人。
- 1936年 - 糸魚川商工会（糸魚川商工会議所の前身）が発足。
- 1937年 - 能生銀行に大和川銀行が吸収されるなど、中・小銀行の再編成が始まる。
- 1937年- 上越医療購買利用組合連合会上越病院糸魚川分院（現在の新潟県厚生農業協同組合連合会糸魚川総合病院）が開業。
- 1938年 - 小滝村でヒスイが発見される（* 1955年、天然記念物に指定）。
- 1938年1月3日 - 大糸北線小滝駅を出発した列車が雪崩で立ち往生したところに再度雪崩発生。二両編成の列車が埋没するも乗客は小滝駅に避難して無事[20]。
- 1939年 - 電気化学工業により青海川水力発電所が完成。
- 1940年12月27日 - 糸魚川タクシーが創業。
- 1942年4月1日 - 浦本村の旧鬼伏村区域が木浦村へ移管。
- 1943年 - 戦時統制の影響により、第四銀行に能生銀行、第一三九銀行などが吸収される。
- 1944年3月21日 - 青海町の電化社（現在の電気化学工業青海工場）の原石山で発破が失敗し大崩壊が発生、11名死亡。
- 1944年 - 戦時統制の影響により、市内のバス会社6社が頸城鉄道へ吸収される。
- 1945年1月21日 - 小滝村山之坊で雪崩が発生。民家一戸が全壊し6人が圧死、1人重傷[21]。
- 1947年5月19日 - 能生町柵口にて地すべりが発生。被害家屋80戸。
- 1947年7月10日 - 根知村大久保集落で地すべりが活発化。県により集落に対して移転命令[22]。
- 1948年9月6日 - 集中豪雨により新潟県西部域で被害。罹災者165人、浸水33件、田の流出30a、冠水1,000a、土砂流入150a、畑の冠水600a、橋の流出2か所、道路の流出1か所、堤防決壊2か所。
- 1949年7月30日 - 新潟焼山から泥流が発生。
- 1949年 - 信越化学が山之坊（小滝）で蛇紋岩（熔成燐肥の材料）の採掘を始める。
- 1949年 - 水族館ができる。水族館は現在の糸魚川地区公民館のある場所に立地し、1954年まで開館していた[23]。
- 1951年9月20日 - 糸魚川信用組合発足。
- 1952年7月1日 - 集中豪雨により水田3,500a冠水。歌地区で土砂崩れにより死者1人。
- 1952年12月4日 - 国道11号が国道8号に統合される。
- 1953年5月18日 - 国道148号（前県道糸魚川-松本線）が指定。

### 旧糸魚川市発足以降
- 1954年6月1日 - 糸魚川町に浦本村、下早川村、上早川村、大和川村、西海村、大野村、根知村、小滝村が合併し糸魚川市が誕生。
- 1954年10月1日 - 各地域で市町村合併が行われ、以後、2005年の大合併まで51年間の1市2町村体勢ができあがる。
  - （現在の能生地区）：能生町、能生谷村、磯部村、木浦村が合併して能生町となる。
  - （現在の糸魚川地区）：糸魚川市に今井村の一部が編入。
  - （現在の青海地区）：青海町、歌外波村、市振村、上路村及び今井村の一部を編入して青海町が成立。
- 1954年 - 電気化学工業青海工場にセメント工場が建設。姫川橋の東半がコンクリート橋になり、全体が永久橋となる[6]。
- 1955年 - 姫川電力（現・東京発電）により姫川第七水力発電所が完成。
- 1956年 - 青海川のヒスイの原産地が国の天然記念物に指定（前年には小滝川が指定）。
- 1957年8月15日 - 大糸北線の小滝駅以南が開通。大糸北線を改め大糸線。
- 1958年5月15日 - 明星セメントが発足。当時は昭和電工、信越化学工業、日本カーバイドによる共同出資（2022年現在は太平洋セメントの子会社）。糸魚川工場の操業は1964年[24]。
- 1959年 - 赤痢大発生。300名以上の患者が発生する。
- 1961年1月 - 黒部川電力により滝上発電所が運転開始。
- 1961年4月1日 - 糸魚川高等学校の商業科を分離し、新潟県立糸魚川商工高等学校が設立（現新潟県立糸魚川白嶺高等学校）。
- 1961年 - 第2室戸台風の集中豪雨により、姫川が増水。姫川橋が破損し、一週間運行停止。
- 1962年8月 - 東北電力により大所川第一水力発電所が運用開始。
- 1962年12月 - 黒部川電力により長栂発電所が運転開始。
- 1962年12月1日 - 大糸線経由の新宿駅行き、急行第一白馬が運行開始。2両編成、大糸線内準急扱いも首都圏へ向けた初の直通列車となる（糸魚川駅での特急停車は、1966年のはくたかが初）。
- 1963年3月16日 - 能生町小泊で地すべりが発生。死者・行方不明者4人、負傷者6人、倒壊家屋27戸。また、当該箇所で北陸本線の列車が脱線転覆し、負傷者15人。
- 1965年9月18日 - 集中豪雨により姫川が氾濫。死者4人、行方不明1人[25]。また、能生川も氾濫して住宅1戸が流出、死者2人[26]。
- 1965年9月30日 - 北陸本線黒岩信号場-青海駅間が複線化。同時に泊駅-糸魚川駅間が交流電化。
- 1965年 - 姫川港の建設が始まる。
- 1966年9月29日 - 北陸本線の無煙化。
- 1967年5月8日 - 姫川が氾濫。小滝の大所川で発電所が土石流により埋没。
- 1968年 - 富山県宇奈月温泉と糸魚川市蓮華温泉を結ぶスーパー林道計画（黒部-小滝線）に対し、林野庁が予算（調査費）を計上する。翌年にも測量費が計上されたが「森林開発の効果が期待できない」として着工は見送られた[27]。
- 1968年3月 - 川島地内で地すべりが発生。住家2戸以上が埋没、倒壊[28]。
- 1969年 - 国道148号線沿い姫川温泉付近に白馬大仏が完成。
- 1969年8月9日 - 集中豪雨により青海町外波で土石流が発生。158戸のうち150戸が全半壊する大規模なものであったが、事前に住民避難が完了しており人的被害は無し。その後も9月まで土砂災害による被害が発生、国道8号、北陸本線が断続的に不通となる[29][30]
- 1969年3月8日 - 西海川沿いの川島地区で地すべりが発生して人家1戸が埋没。集落16戸が一時避難[31]。
- 1969年10月1日 - 糸魚川駅-直江津駅間直流電化（糸魚川駅東方にデッドセクション設置）、全線複線電化完成。
- 1970年2月1日 - 台湾坊主（昭和45年1月低気圧）の影響で10m近くの高波が発生。糸魚川地区では海岸護岸3000mが決壊して約50戸が避難。青海地区では町立保育園をはじめ約20棟が高波により倒壊、流出した[32]。
- 1970年11月23日 - 青海町の国道8号線大峯洞門西詰で土砂崩れ。前日に発生した崩土の撤去作業をしていたホイールローダーが海へ流され作業員1人が死亡。通りかかった乗用車・トラック4台も崖下へ流され5人が軽傷[33]。
- 1971年7月 - 親不知から朝日岳に至る登山道、栂海新道が開通[34]。
- 1972年6月 - 能生バイパス供用開始。
- 1972年9月23日、磯部中学校の教職員15人（中学校の全教員および用務員）が、研修先で戸隠高原バス事故に巻き込まれて全員が死傷[35]。
- 1972年 - 大糸線無煙化。
- 1972年12月12日 - 能生町島道で地すべりが発生。倒壊家屋4戸。
- 1973年 - 姫川港西埠頭2号岸壁完成。開港宣言。
- 1973年12月7日 - 糸魚川バイパス供用開始。
- 1974年7月28日 - 新潟焼山が噴火。山頂付近で3人が死亡。
- 1974年10月 - 信越化学工業（新潟ポリマー株式会社）糸魚川工場が完成。
- 1974年 - 早川郷藤まつりが始まる。
- 1975年7月19日 - おまんたまつりが始まる。
- 1975年12月8日 - 天津神社舞楽が無形民俗文化財に指定。
- 1976年3月14日 - 市越の山腹で地すべりが発生。4棟が倒壊、3戸に避難指示。流出した土砂で水田、市道、農道、農業用水路などが埋没[36]。
- 1976年4月1日 - 1市2町（糸魚川、青海、能生）による糸魚川地域消防事務組合が設立。
- 1976年4月6日 - 明星山南壁の岩場で登山者2人が中吊りの状態で発見される。警察は2人が死亡していると断定[37]するも遺体回収は難航し、後日、ザイルを切断して回収。
- 1976年8月14日 - 白蓮洞に入洞していた大学生らが集中豪雨による増水で脱出不能となる。後日、全員救助されたが内部は立ち入り禁止となった[38]。
- 1976年 - 蓮華温泉へ通じる道路（新潟県道505号入ノ平白馬線、糸魚川市道蓮華線）が開通。
- 1977年1月 - 黒部川電力により笹倉第二発電所が運転開始。
- 1980年1月28日 - 糸魚川・能生の舞楽が重要無形民俗文化財に指定。
- 1980年12月20日 - 糸魚川シーサイドバレースキー場開場。
- 1981年 - 糸魚川警察署移転。
- 1982年7月 - 珠洲港-糸魚川港間に航路開設。
- 1984年8月25日 - 長野県塩尻市と姉妹都市提携盟約書調印[39]。
- 1985年2月15日 - 青海町市振で地すべりが発生。死者10人、負傷者4人、倒壊家屋9人。
- 1985年 - 高浪池、ヒスイ峡一帯が白馬山麓国民休養地に指定される。
- 1986年1月26日 - 能生町で柵口雪崩災害発生。13人死亡[40]。
- 1987年 - 糸魚川医療生活協同組合姫川病院が開業（2007年6月末閉院[41]、同年8月25日破産）
- 1988年7月20日 - 北陸自動車道の朝日インターチェンジ-親不知インターチェンジ-糸魚川インターチェンジ-能生インターチェンジ-名立谷浜インターチェンジ間が開通し、北陸自動車道が全線開通。
- 1988年7月21日 - 頸城自動車による上越-糸魚川間の高速バスが運行開始（* 1999年廃止）

## 平成時代

### 現・糸魚川市発足以前
- 1990年7月24日 - 奴奈川観光開発（2004年1月21日民事再生法の適用を申請）が糸魚川カントリークラブを開業。
- 1990年8月22日 - 最低気温30.8度を記録。日本の気象観測史上最も高温の最低気温の記録。
- 1990年9月16日 - 第一回糸魚川さかなまつりが開催。
- 1990年10月22日 - 新潟交通と頸城自動車の共同運行による新潟駅-糸魚川駅間の高速バスが運行開始。
- 1994年4月25日 - フォッサマグナミュージアムが開業。
- 1994年9月19日 - 糸魚川市役所新庁舎完成。
- 1994年10月1日 - 頸城自動車から糸魚川バスが分社化。
- 1994年11月26日 - 市振バイパスの供用開始。
- 1995年7月11日 - 梅雨前線の活発化により集中豪雨（7.11水害）。姫川は氾濫し、国道148号も沿線で土石流が頻発し各地で寸断され山之坊、平岩などの集落が孤立し500人以上がヘリコプターで避難した。山之坊小学校の敷地は地すべりにより崩壊した。路盤が流出した大糸線の南小谷駅-根知駅間が1997年11月29日まで不通に。
- 1996年12月6日 - 蒲原沢（新潟・長野県境）上部で土石流が発生。下流の災害復旧現場にて死者14名(蒲原沢土石流災害)。
- 1997年4月11日 -  道の駅として越後市振の関（青海）が指定。
- 1998年8月6日 - 新潟焼山の入山を一部解禁（2006年全面解除、但し登山道はない）。
- 1998年12月19日 - 能生にシャルマン火打スキー場が開業。
- 1999年3月31日 - 小滝小学校が児童数の減少により休校（その後閉校）。
- 1999年 - 雨飾温泉へ道路が開通。
- 2000年10月3日 - 北陸自動車道路、親不知インターチェンジ-糸魚川インターチェンジ間の改良工事が終了。北陸自動車道路が全線で4車線化。
- 2000年12月8日 - 親不知ピアパークが道の駅に認定。
- 2003年 - 姫川港がリサイクルポートに指定。翌年、貨物取扱量が560万トンを突破。

### 現・糸魚川市発足以降
- 2005年3月19日 - 糸魚川市、能生町、青海町が新設合併して現在の糸魚川市となる。旧糸魚川市の合併時の面積は466.62km2（境界未定部分あり）、人口は31,567人（2004年9月1日）。
- 2005年3月31日 - 中早川小学校、北西海小学校、南西海小学校、歌外波小学校が児童数の減少により閉校。
- 2005年4月25日 - 糸魚川市長選挙、市議員選挙投票日。有権者数42,208人、市長選投票率80.07%、市議選投票率83.15%。市長選は米田徹が当選、山岸美隆、吉岡静夫を下す。
- 2007年7月17日- 新潟県中越沖地震発生、糸魚川市震度4。けが人1名。市内各所で土砂災害が発生。北陸自動車道糸魚川インターチェンジ以東が一時通行止になる。
- 2008年6月2日 - 市議会議員定数削減条例案（30を26に削減）を可決
- 2008年 - 上越漁協と糸魚川、青海などの各漁協が合併。
- 2008年12月 - 糸魚川ジオパークが日本ジオパークネットワークに加盟。日本ジオパークとして認定される[42]。
- 2009年8月22日 - 糸魚川ジオパークが世界ジオパークネットワークに加盟。世界ジオパークとして認定される[42]。
- 2010年3月31日 - 磯部中学校が閉校。
- 2013年3月24日 - 今井小学校が児童数の減少により閉校。
- 2013年4月21日 - 糸魚川市長選挙、市議会選挙投票日。市長選は現職の米田徹が無投票で3選を達成[43]。
- 2015年3月14日 - 北陸新幹線糸魚川駅が開業。同時に市内を走る北陸本線がJR西日本からえちごトキめき鉄道へ移管され、路線名も日本海ひすいラインへと変更となる。
- 2016年12月22日 - 糸魚川駅前の商店街にて大規模な火災が発生した（糸魚川大火）[44]。
- 2017年4月16日 - 糸魚川市長選挙、市議会選挙投票日。即日開票の結果、市長選は現職の米田徹が無所属新人の古畑浩一を退けて4選を達成[45]。
- 2018年3月24日 - 浦本小学校が児童数の減少により閉校。
- 2018年3月25日 - 市振小学校が児童数の減少により閉校。

## 令和時代
- 2019年8月15日 - 日最低気温が31.3度となり「全国の最も高い最低気温」の日本記録を更新。従前の記録も糸魚川の観測地点のもので1990年8月20日の30.8度[46]。
- 2021年1月29日 - デンカが建設を進めていた新青海川発電所（最大出力約8,000kW）が発電を開始[47]。
- 2021年3月4日 - 来海沢の山中で地すべりが発生。流出した土砂で住宅など6棟が倒壊[48]。
- 2021年4月18日 - 糸魚川市長選挙、市議会選挙投票日。即日開票の結果、市長選は現職の米田徹が無所属新人の久保田郁夫を退けて5選を達成[49]。
- 2022年4月5日 - 黒部川電力が建設を進めていた新姫川第六発電所（最大出力2万7900kW）が営業運転開始。黒部川電力が所有する水力発電所としては6カ所目[50]。
- 2022年10月26日 - デンカがセメント事業を明星セメントに譲渡して完全撤退することを発表[51]。石灰岩を利用したカーバイド事業は継続。
- 2024年1月1日 - 令和6年能登半島地震により市内で最大震度5強の揺れ。道路の陥没や住居等の建物被害が発生したほか、津波警報の発令を受けて市内で最大約5800人が避難[52]。北陸自動自動車道は柏崎IC - 朝日IC（富山県）の区間で通行止、翌日解除[53]。JR大糸線は糸魚川駅 - 南小谷駅間で運転見合わせ。同月6日、運転を再開[54]。